# George Eyser
George Louis Eyser, né Georg Ludwig Friedrich Julius Eÿser le 31 août 1870 à Schwedeneck (Allemagne) et mort le 6 mars 1919 à Denver (Colorado), est un gymnaste américain, unijambiste, qui a concouru aux Jeux olympiques d'été de 1904 où il a gagné six médailles dont trois médailles d'or.

## Biographie

### Jeunesse
George Eyser, fils unique de Georg Sophus Jasper Eÿser et d'Auguste Friederike Henriette Eÿser (née Marxen), naît le 31 août 1870 à Kiel, en Allemagne. Il a 14 ans quand sa famille émigre aux États-Unis. Il obtient la citoyenneté américaine en 1894. La famille habite successivement Denver au Colorado puis Saint Louis, dans le Missouri,.
Entre 1902 et 1903, il travaille comme comptable pour une entreprise de construction et rejoint le club de gymnastique local, le Concordia Turnverein Saint Louis. À un moment indéterminé de sa jeunesse, il perd la plus grande partie de sa jambe gauche, qui a dû être amputée après un accident avec un train. Une prothèse de bois lui permet de poursuivre ses activités physiques telles que courir et sauter. Grand sportif, Eyser poursuit un entraînement en vue de participer aux Jeux olympiques de 1904, qui se déroulent à Saint Louis,.

### Jeux olympiques
Les Jeux olympiques de 1904, à Saint-Louis, sont la troisième édition des Jeux olympiques et la première où des médailles d’or, d'argent et de bronze sont remises aux trois premières places, des coupes ou des trophées ayant été remis aux gagnants lors des jeux précédents.
Le programme de 1904 est assez confus, les compétitions s'étalant sur plusieurs mois. La compétition de gymnastique est divisée en un Championnat international, du 1er au 2 juillet (concours complet, triathlon et épreuves par équipes) puis des championnats olympiques de gymnastique, le 29 octobre, comprenant sept épreuves individuelles en engin et un combiné,.
Le concours individuel est une combinaison de la compétition de triathlon de gymnastique et du triathlon d'athlétisme. La compétition par équipe est une combinaison des scores individuels du concours complet individuel. Les scores obtenus sur les barres parallèles, barre fixe, au saut de cheval et au cheval d'arçons de chaque gymnaste sont additionnés pour obtenir le score combiné,.
George Eyser dispute deux compétitions lors de la première partie des Jeux mais se blesse dans la première. Il se classe dixième de la compétition de gymnastique générale sur neuf épreuves, (trois séries de barre fixe, trois séries de barres parallèles, deux séries de cheval d'arçons et une épreuve de saut). Il se classe 71e d'un autre concours général de gymnastique sur les mêmes agrès mais en un nombre plus réduit de manches. Au triathlon d'athlétisme, il termine dernier avec 8 mètres au lancer du poids, 15,4 s au 100 mètres et 4 mètres au saut en longueur,.
Lors de la seconde partie de la compétition, organisée sur une seule journée, le 29 octobre, George Eyser remporte six médailles, dont trois en or (aux barres parallèles, saut de cheval et à la corde à grimper de 25 pi), deux en argent (au cheval d'arçons et concours sur quatre agrès) et une bronze (barre fixe). Son principal rival, un autre Américain, Anton Heida, a également remporté six médailles (cinq d'or et une d'argent). Heida partage la médaille d’or avec Eyser au saut de cheval, termine deuxième derrière Eyser aux barres parallèles mais remporte la barre fixe, le cheval d'arçons, le concours multiple et les compétitions par équipe. Le club de gymnastique Concordia Turnverein Saint Louis termine quatrième de la compétition par équipe,.
George Eyser est la première personne avec une jambe artificielle à avoir participé aux Jeux olympiques. En 2008, Natalie du Toit, une nageuse sud-africaine qui a perdu sa jambe gauche dans un accident de la route, participe au marathon de natation de 10 km aux Jeux olympiques d'été de 2008 à Pékin et se classe seizième,.

### Fin de carrière

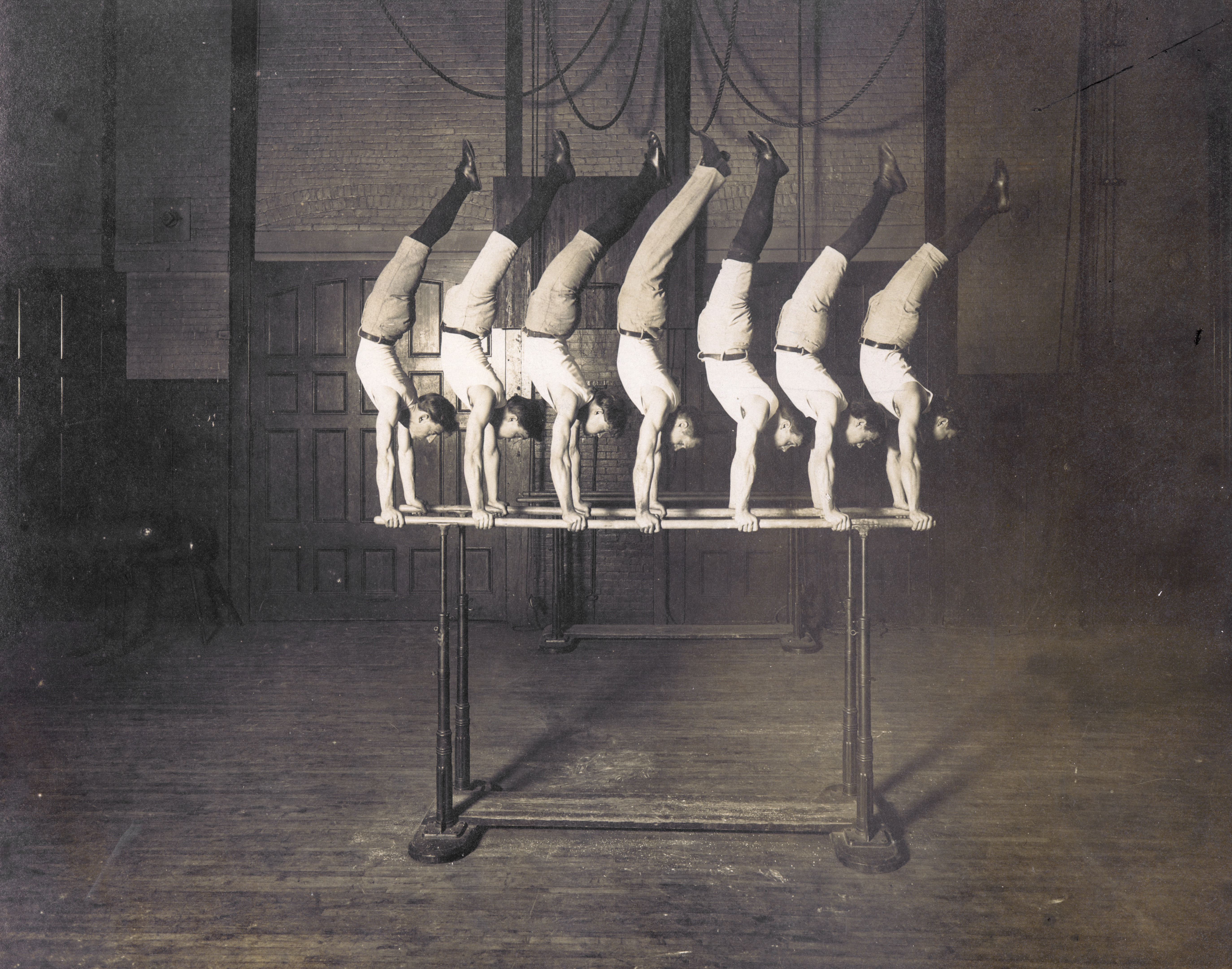
Le Concordia Turnverein Saint Louis en 1908, George Eyser est au centre.

Après son succès olympique, George Eyser continue à concourir au sein du Concordia Turnverein Saint Louis. Le club remporte le meeting international de 1908 à Francfort-sur-le-Main en Allemagne et le meeting national de 1909 à Cincinnati en Ohio.
George Eyser meurt à 48 ans le 6 mars 1919 à Denver.

## Palmarès aux Jeux olympiques
Gymnastique aux Jeux olympiques de 1904,.
- médaille d'or à la montée de corde
- médaille d'or au saut de cheval
- médaille d'or aux barres parallèles
- médaille d'argent au combiné 4 épreuves
- médaille d'argent au cheval d'arçons
- médaille de bronze à la barre fixe